# Associazione Sportiva Simmenthal-Monza 1961-1962
Questa pagina raccoglie le informazioni riguardanti l'Associazione Sportiva Simmenthal-Monza nelle competizioni ufficiali della stagione 1961-1962.

## Stagione
Nella stagione 1961-1962 il Simmenthal-Monza disputa il campionato di Serie B, un torneo a 20 squadre che prevede tre promozioni e tre retrocessioni, con 37 punti si piazza in nona posizione di classifica. Salgono in Serie A il Genoa con 54 punti, il Napoli ed il Modena con 43 punti. Scendono in Serie C la Reggiana ed il Prato con 32 punti ed il Novara con 36 punti, ma penalizzato di sei punti per un illecito sportivo.
Nel Monza seconda stagione con l'argentino Hugo Lamanna in panchina, l'attacco biancorosso viene rafforzato dagli arrivi dell'ala Carlo Facchin dal Rimini e del centravanti Vincenzo Traspedini dal Torino, saranno loro i migliori realizzatori della stagione brianzola, rispettivamente con 7 e 14 reti. A ottobre arriva un altro rinforzo, l'ex Fiorentina e Palermo Eugenio Fantini. Quello del Monza è un campionato di sostanza, con sei sconfitte interne, pareggiate da sei vittorie in trasferta, certo restando lontano dalla lotta promozione, retaggio delle nobili Genoa, Lazio, Napoli, Modena e Pro Patria, ma lontano anche dalle preoccupazioni della bassa classifica. In Coppa Italia subito fuori al primo turno con la secca sconfitta interna (0-3) con il Bari. Al termine del campionato un'altra parentesi internazionale, si rigioca la Coppa delle Alpi con i francesi del Valenciennes, che passano il turno per differenza reti ed una vittoria a testa.

## Rosa
| N. |                   | Ruolo | Calciatore         |
| -- | ----------------- | ----- | ------------------ |
|    | Italia (bandiera) | D     | Pietro Adorni      |
|    | Italia (bandiera) | D     | Giovanni Bacis     |
|    | Italia (bandiera) | C     | Eugenio Bersellini |
|    | Italia (bandiera) | A     | Luigi Brugola      |
|    | Italia (bandiera) | P     | Franco Cacciatori  |
|    | Italia (bandiera) | C     | Gianmarco Calleri  |
|    | Italia (bandiera) | C     | Cesare Campagnoli  |
|    | Italia (bandiera) | C     | Franco Carminati   |
|    | Italia (bandiera) | C     | Mario Dal Molin    |
|    | Italia (bandiera) | C     | Mario Ercoli       |
|    | Italia (bandiera) | A     | Carlo Facchin      |
|    | Italia (bandiera) | A     | Eugenio Fantini    |
|    | Italia (bandiera) | C     | Giuseppe Ferrero   |

| N. |                   | Ruolo | Calciatore          |
| -- | ----------------- | ----- | ------------------- |
|    | Italia (bandiera) | A     | Franco Fontanot     |
|    | Italia (bandiera) | D     | Livio Ghioni        |
|    | Italia (bandiera) | D     | Franco Gianesello   |
|    | Italia (bandiera) | A     | Alberto Latini      |
|    | Italia (bandiera) | C     | Sergio Magni        |
|    | Italia (bandiera) | A     | Giordano Mattavelli |
|    | Italia (bandiera) | C     | Mariano Melonari    |
|    | Italia (bandiera) | C     | Giancarlo Prato     |
|    | Italia (bandiera) | D     | Giorgio Ramusani    |
|    | Italia (bandiera) | P     | Vincenzo Rigamonti  |
|    | Italia (bandiera) | C     | Gianluigi Stefanini |
|    | Italia (bandiera) | A     | Vincenzo Traspedini |

## Risultati

### Serie B

#### Girone di andata
| Arbitro: | Annoscia (Bari) |

|                                           |           |  |
| Fontanot 17’ Dal Molin 83’ Bersellini 86’ | Marcatori |  |

| Arbitro: | De Robbio (Torre Annunziata) |

|                            |           |              |
| Taccola 25’, 60’ Bravi 58’ | Marcatori | 11’ Melonari |

| Arbitro: | Cotugno (Civitavecchia) |

|                               |           |             |
| Facchin 9’, 43’ Dal Molin 59’ | Marcatori | 49’ Gratton |

| Arbitro: | Sbardella (Roma) |

|          |           |  |
| Bean 30’ | Marcatori |  |

| Arbitro: | Carminati (Milano) |

|  |           |                                                       |
|  | Marcatori | 51’ (aut.) Ghioni 53’ Maltinti 71’ Regalia 74’ Muzzio |

| Verona 8 ottobre 1961 6ª giornata | Verona             | 0 – 0 | Simmenthal-Monza | Stadio Marcantonio Bentegodi\| Arbitro: \| Sebastio (Taranto) \| |
| Arbitro:                          | Sebastio (Taranto) |       |                  |                                                                  |

| Arbitro: | Angonese (Mestre) |

|                                                |           |  |
| Pinti 56’ Governato 76’ Morrone 82’ Carosi 87’ | Marcatori |  |

| Arbitro: | Francescon (Padova) |

|             |           |            |
| Facchin 75’ | Marcatori | 38’ Vitali |

| Arbitro: | Bernardis (Trieste) |

|  |           |             |
|  | Marcatori | 83’ Facchin |

| Como 19 novembre 1961 10ª giornata | Como            | 0 – 0 | Simmenthal-Monza | Stadio Giuseppe Sinigaglia\| Arbitro: \| Annoscia (Bari) \| |
| Arbitro:                           | Annoscia (Bari) |       |                  |                                                             |

| Monza 26 novembre 1961 11ª giornata | Simmenthal-Monza | 0 – 0 | Cosenza | Stadio Città di Monza\| Arbitro: \| Barolo (Noale) \| |
| Arbitro:                            | Barolo (Noale)   |       |         |                                                       |

| Arbitro: | Samani (Firenze) |

|              |           |                   |
| Melonari 88’ | Marcatori | 62’ (aut.) Adorni |

| Napoli 10 dicembre 1961 13ª giornata | Napoli             | 0 – 0 | Simmenthal-Monza | Stadio San Paolo\| Arbitro: \| Sebastio (Taranto) \| |
| Arbitro:                             | Sebastio (Taranto) |       |                  |                                                      |

| Arbitro: | Leita (Udine) |

|                          |           |                             |
| Dal Molin 1’ Fantini 89’ | Marcatori | 21’, 31’ Lojodice 49’ Gallo |

| Arbitro: | Angonese (Mestre) |

|              |           |                                 |
| Pagliari 50’ | Marcatori | 14’, 35’ Traspedini 40’ Fantini |

| Monza 31 dicembre 1961 16ª giornata | Simmenthal-Monza | 0 – 0 | Bari | Stadio Città di Monza\| Arbitro: \| Trezza (Verona) \| |
| Arbitro:                            | Trezza (Verona)  |       |      |                                                        |

| Arbitro: | De Marchi (Pordenone) |

|              |           |  |
| Melonari 74’ | Marcatori |  |

| Arbitro: | Sebastio (Taranto) |

|                                |           |             |
| Bagnoli 44’ Rambone 80’ (rig.) | Marcatori | 70’ Fantini |

| Monza 21 gennaio 1962 19ª giornata | Simmenthal-Monza  | 0 – 0 | Parma | Stadio Città di Monza\| Arbitro: \| Angonese (Mestre) \| |
| Arbitro:                           | Angonese (Mestre) |       |       |                                                          |

#### Girone di ritorno
| Arbitro: | Politano (Cuneo) |

|                  |           |                |
| Macor 79’ (rig.) | Marcatori | 76’ Traspedini |

| Arbitro: | Samani (Trieste) |

|                 |           |             |
| Stefanini I 68’ | Marcatori | 59’ Nattino |

| Arbitro: | Varazzani (Parma) |

|                |           |  |
| Francescon 17’ | Marcatori |  |

| Arbitro: | Righetti (Torino) |

|  |           |              |
|  | Marcatori | 2’, 22’ Bean |

| Arbitro: | Ferrari (Milano) |

|                               |           |                     |
| Crespi 29’ (rig.) Regalia 47’ | Marcatori | 32’, 88’ Traspedini |

| Arbitro: | Babini (Ravenna) |

|                |           |  |
| Traspedini 74’ | Marcatori |  |

| Arbitro: | Genel (Trieste) |

|                                      |           |               |
| Traspedini 78’ Bersellini 82’ (rig.) | Marcatori | 46’ Governato |

| Arbitro: | Annoscia (Bari) |

|  |           |             |
|  | Marcatori | 26’ Facchin |

| Arbitro: | De Robbio (Torre Annunziata) |

|                            |           |               |
| Facchin 20’ Traspedini 69’ | Marcatori | 80’ Montenovo |

| Arbitro: | Rebuffo (Milano) |

|                                   |           |                                            |
| Facchin 33’ Bersellini 57’ (rig.) | Marcatori | 29’ Sartore 36’ Meroni II 66’ Stefanini II |

| Arbitro: | Francescon (Padova) |

|                                         |           |                |
| Costa 6’ Beltrami 44’ Novali 75’ (rig.) | Marcatori | 40’ Traspedini |

| Arbitro: | Sebastio (Taranto) |

|            |           |  |
| Spagni 45’ | Marcatori |  |

| Arbitro: | Jonni (Macerata) |

|  |           |            |
|  | Marcatori | 29’ Ronzon |

| Arbitro: | Orlando (Bergamo) |

|  |           |                |
|  | Marcatori | 34’ Traspedini |

| Arbitro: | Righetti (Torino) |

|                            |           |  |
| Traspedini 17’ Fantini 79’ | Marcatori |  |

| Arbitro: | Angonese (Mestre) |

|                                          |           |                |
| Carrano 3’ Catalano 11’ Cicogna 56’, 84’ | Marcatori | 47’ Traspedini |

| Arbitro: | De Robbio (Torre Annunziata) |

|  |           |                |
|  | Marcatori | 69’ Bersellini |

| Arbitro: | Francescon (Padova) |

|                |           |                |
| Traspedini 59’ | Marcatori | 76’, 82’ Susan |

| Arbitro: | Trezza (Verona) |

|  |           |                |
|  | Marcatori | 14’ Traspedini |

### Coppa Italia
| Arbitro: | Politano (Cuneo) |

|  |           |                                         |
|  | Marcatori | 10’ Bonacchi 20’ Calzolari 56’ Catalano |

### Coppa delle Alpi
| Arbitro: | Heymann |

|                          |           |                                         |
| Masnaghetti 8’ Kocik 85’ | Marcatori | 13’ Campagnoli 39’ Sartore 41’ Flaborea |

| Arbitro: | Schorer |

|                                     |           |                                                            |
| Campagnoli 2’ (rig.) Traspedini 68’ | Marcatori | 16’ Neuboer 42’, 75’ Matzky 56’ Kocik 77’, 84’ Masnaghetti |

## Statistiche

### Statistiche di squadra
| Competizione | Punti | In casa | In casa | In casa | In casa | In casa | In casa | In trasferta | In trasferta | In trasferta | In trasferta | In trasferta | In trasferta | Totale | Totale | Totale | Totale | Totale | Totale | DR  |
| Competizione | Punti | G       | V       | N       | P       | Gf      | Gs      | G            | V            | N            | P            | Gf           | Gs           | G      | V      | N      | P      | Gf     | Gs     | DR  |
| ------------ | ----- | ------- | ------- | ------- | ------- | ------- | ------- | ------------ | ------------ | ------------ | ------------ | ------------ | ------------ | ------ | ------ | ------ | ------ | ------ | ------ | --- |
| Serie B      | 37    | 19      | 7       | 6       | 6       | 22      | 21      | 19           | 6            | 5            | 8            | 15           | 23           | 38     | 13     | 11     | 14     | 37     | 44     | -7  |
| Coppa Italia |       | 1       | 0       | 0       | 1       | 0       | 3       | -            | -            | -            | -            | -            | -            | 1      | 0      | 0      | 1      | 0      | 3      | -3  |
| Totale       |       | 20      | 7       | 6       | 7       | 22      | 24      | 19           | 6            | 5            | 8            | 15           | 23           | 39     | 13     | 11     | 15     | 37     | 47     | -10 |

### Statistiche dei giocatori
| Giocatore     | Serie B  | Serie B | Coppa Italia | Coppa Italia | Totale   | Totale |
| Giocatore     | Presenze | Reti    | Presenze     | Reti         | Presenze | Reti   |
| ------------- | -------- | ------- | ------------ | ------------ | -------- | ------ |
| P. Adorni     | 31       | 0       | 1            | 0            | 32       | 0      |
| G. Bacis      | 8        | 0       | -            | -            | 8        | 0      |
| E. Bersellini | 34       | 4       | 1            | 0            | 35       | 4      |
| L. Brugola    | 5        | 0       | -            | -            | 5        | 0      |
| F. Cacciatori | 1        | -1      | -            | -            | 1        | -1     |
| C. Campagnoli | 6        | 0       | 1            | 0            | 7        | 0      |
| F. Carminati  | 10       | 0       | -            | -            | 10       | 0      |
| M. Dal Molin  | 18       | 3       | -            | -            | 18       | 3      |
| M. Ercoli     | 5        | 0       | -            | -            | 5        | 0      |
| C. Facchin    | 27       | 8       | -            | -            | 27       | 8      |
| E. Fantini    | 26       | 4       | -            | -            | 26       | 4      |
| G. Ferrero    | 3        | 0       | -            | -            | 3        | 0      |
| F. Fontanot   | 9        | 1       | 1            | 0            | 10       | 1      |
| L. Ghioni     | 38       | 0       | 1            | 0            | 39       | 0      |
| F. Gianesello | 9        | 0       | 1            | 0            | 10       | 0      |
| A. Latini     | 13       | 0       | -            | -            | 13       | 0      |
| S. Magni      | 2        | 0       | 1            | 0            | 3        | 0      |
| G. Mattavelli | 13       | 0       | -            | -            | 13       | 0      |
| M. Melonari   | 33       | 3       | -            | -            | 33       | 3      |
| G. Prato      | 6        | 0       | 1            | 0            | 7        | 0      |
| G. Ramusani   | 31       | 0       | -            | -            | 31       | 0      |
| V. Rigamonti  | 37       | -43     | 1            | -3           | 38       | -46    |
| G. Stefanini  | 28       | 1       | 1            | 0            | 29       | 1      |
| V. Traspedini | 25       | 13      | 1            | 0            | 26       | 13     |
| Vivarelli     | -        | -       | 1            | 0            | 1        | 0      |